# Aracana ornata
Aracana ornata är en fiskart som först beskrevs av Gray 1838.  Aracana ornata ingår i släktet Aracana och familjen Aracanidae. Inga underarter finns listade i Catalogue of Life.

## Bildgalleri

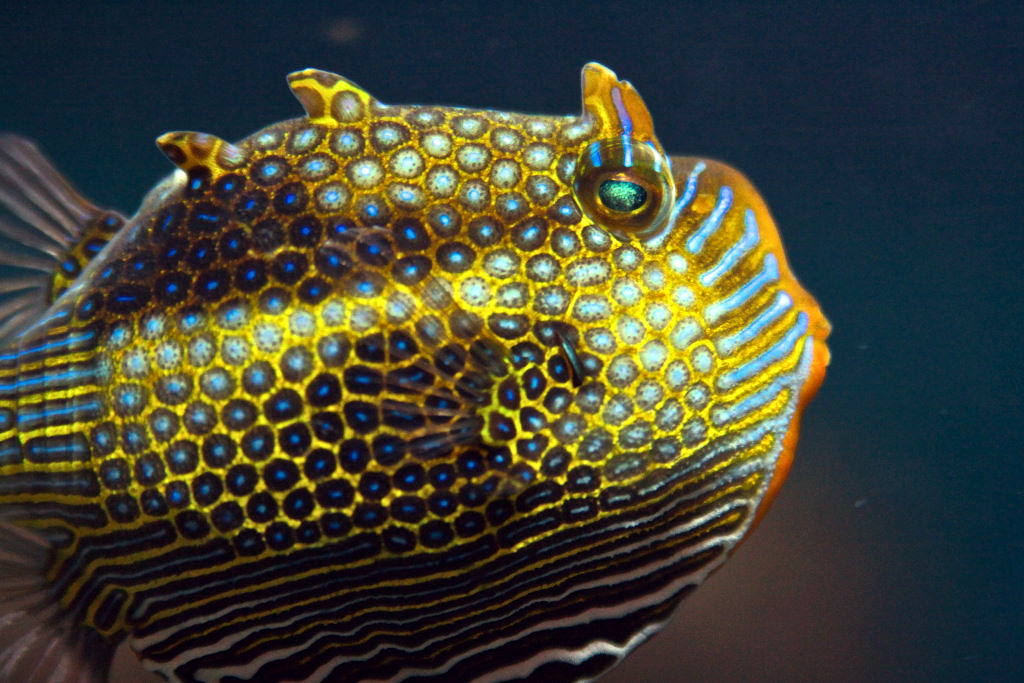
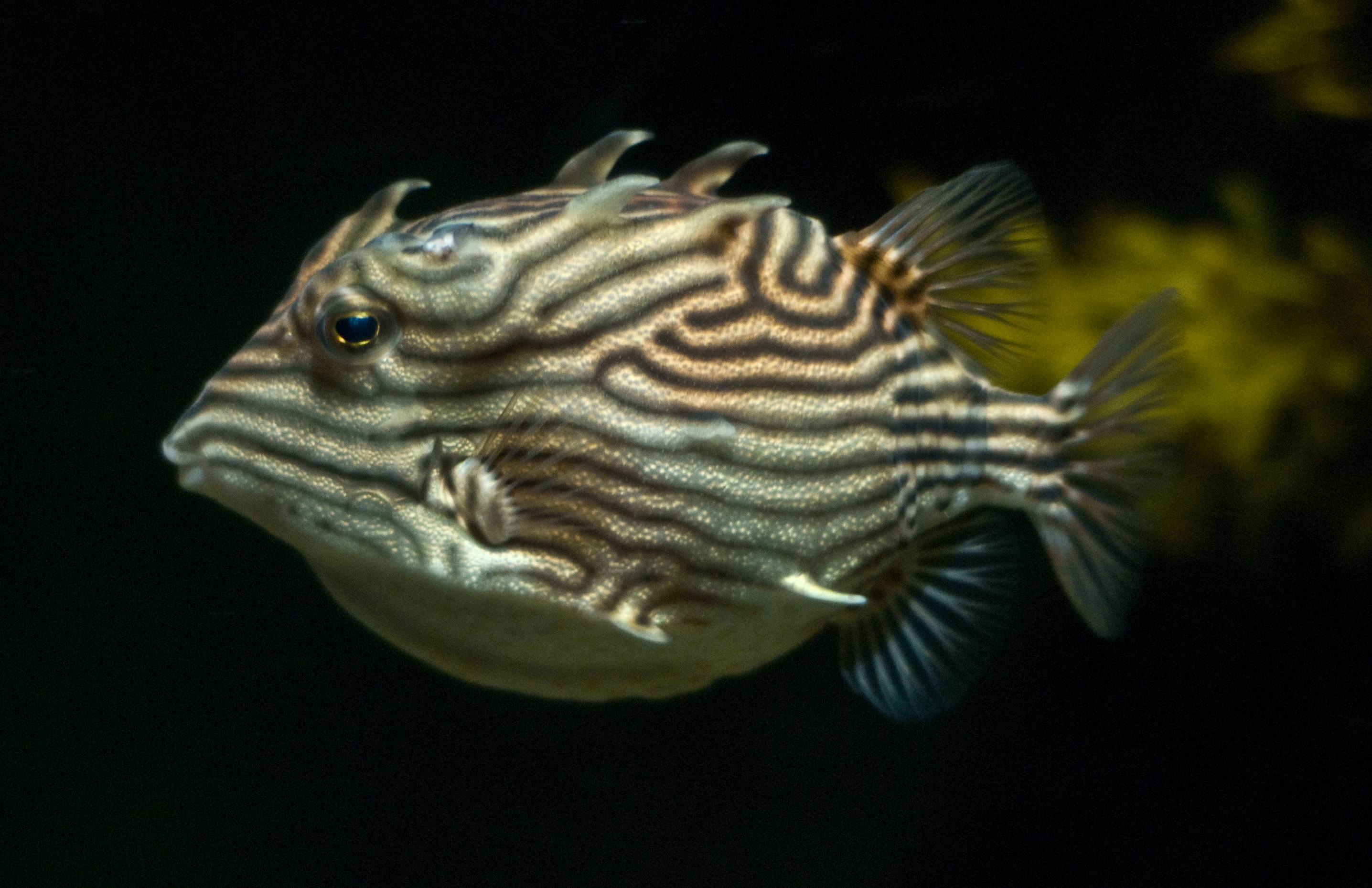